# Trappistenkloster Boschi
Das Trappistenkloster Boschi ist seit 1996 ein italienisches Kloster in Monastero di Vasco, Provinz Cuneo, Bistum Mondovì.

## Geschichte
Auf der Suche nach einer neuen Lebensweise gründeten 1972 drei Mönche des römischen Klosters Tre Fontane im Wald bei Vicoforte die Klause Madonna di Boschi („Maria Wald“), die zuerst Annex von Tre Fontane war, dann von Kloster Tamié und schließlich 1996 zum Priorat Madonna dell’Unione di Boschi („Maria Waldgemeinschaft“) erhoben wurde (Immediatoberer: Kloster Tamié).
Obere und Prioren:
- Bernardo Boldini (1972–1974; 1977–2008)
- Domenico Turco (1974–1977)
- Lino Colosio (2008–)